# Color of Night
Color of Night ist ein US-amerikanischer Psychothriller von Richard Rush aus dem Jahr 1994. Bruce Willis und Jane March spielen dabei die Hauptrollen.

## Handlung
Der Psychotherapeut Bill Capa gibt seine Praxis in New York City auf, nachdem eine Patientin Selbstmord begangen hat. Er besucht in Los Angeles den befreundeten Kollegen Bob Moore und lernt dessen Patienten kennen. Sie heißen Clark, Buck, Richie Dexter, Sondra Dorio und Casey Heinz. Dabei erfährt er, dass Moore Opfer von anonymen Drohungen ist und er den Täter bei seinen Patienten vermutet.
Kurz darauf wird Moore bestialisch getötet und der Polizist Lt. Martinez, der für den Fall verantwortlich ist, will, dass Capa über die Gruppe Moores berichtet, weil er sonst sie verhören und ihn zum Verdächtigen machen würde. Capa, notgedrungen übernimmt daraufhin Moores Patienten-Gruppe und sucht dort nach dem Mörder, weil er ihn gemäß seiner bisherigen Informationen dort verdächtigt. Mit der Zeit wird auch er Opfer von Drohungen wie Moore, wobei er auch Opfer von Mordversuchen wurde.
Kurze Zeit später lernt er zufällig die junge Frau Rose kennen, mit der er eine leidenschaftliche Beziehung beginnt. Wie sich aber herausstellt, hat Rose auch mit anderen Mitgliedern der Gruppe teilweise erotische Beziehungen, wobei sie sich bei ihnen als Bonnie präsentiert. Dabei kann sie auch jedem aus der Gruppe genau das bieten, was er sucht. Schließlich entdeckt Capa, als Casey Heinz ermordet wurde, dass sie diese Beziehungen hat und auch eine mit Moore hatte, weswegen sie dann von Martínez als Mörderin verdächtigt wird. Sie verschwindet aber und einer der Patienten, Richie Dexter, ebenfalls.
Als Capa über Richie recherchiert, entdeckt er völlig überraschend, dass er in Wahrheit seit Jahren tot ist. Er erfährt auch, dass er einen älteren Bruder Dale und eine Schwester namens Rose hat. Durch Edith Niedelmeyer entdeckt er, dass er Selbstmord beging, weil er von ihrem Ehemann, der verstorbene Psychiater Dr. Niedelmeyer, sexuell missbraucht wurde und das nicht ertragen konnte. Nach dieser Information wird Capa klar, dass Dale verantwortlich war für Richies Tod, da er wusste was vor sich ging und nicht rechtzeitig eingriff, obwohl er selber auch Opfer von Niedelmeyer war, der sie alle unter seiner Obhut auf staatliche Anordnung hatte, weil sie ausgesetzt wurden. So kompensiert Dale dieses Trauma, indem er Rose mit Gewalt dazu zwingt, sich als den jüngeren Bruder zu verkleiden und auszugeben.
Das alles begann sich zu ändern, als Rose als Richie verkleidet Jahre später wegen Drogenbesitzes verhaftet und gerichtlich – von allen anderen unerkannt – Mitglied der Gruppe von Moore wurde. Da dieser Ort sie vor Dale bis zu einem gewissen Grad schützte, begann sie dort, wenn auch unerkannt, als Frau wiederaufzutauchen aber unter dem Namen Bonnie, da sie noch immer entsprechend Angst vor Dale hatte. Schließlich tauchte sie als Rose bei Capa auf, weil sie sich in ihm verliebt hatte und so die Kraft entwickelte wieder vollkommen sie selbst zu sein. Capa kommt auch zum Schluss, dass Moore im Begriff war das allmählich zu entdecken, weswegen er von Dale ermordet wurde genauso wie er dann später Casey Heinz aus demselben Grund umbrachte und jetzt auch vorhat ihn aus demselben Grund ihn umzubringen.
In einem Lagerhaus, wo Capa Dale vermutet, kommt es schließlich zum Showdown zwischen Capa und Dale, wobei es Capa gelingt, den Einfluss von Dale über Rose, die dort von ihm eingesperrt und gefoltert wurde, um Rose wieder zu Richie zu machen, zu brechen, indem er Rose befreit und Rose die Kraft gibt Dale aufzuhalten, indem sie ihn umbringt um Capas Leben retten zu können, als er auch dort versucht ihn umzubringen. Danach sorgt Capa dafür, dass sie sich deswegen nicht selbst umbringt. Er kann so das Trauma hinsichtlich des Todes seiner Patientin in New York überwinden und Rose, in die er auch verliebt ist, heilen, die somit ihr Alptraum hinter sich lassen kann. Es ist davon auszugehen, dass sie von nun an zusammen sein werden.

## Kritiken
James Berardinelli schrieb auf ReelViews, dass am interessantesten die Darstellungen der psychischen Erkrankungen seien. Er lobte die Dialoge, kritisierte die Regie und bezeichnete den Film als überraschend enttäuschend.
Roger Ebert schrieb in der Chicago Sun-Times vom 19. August 1994, dass der Film unter vielen Gesichtspunkten schlecht sei. Er warf dem Thriller Klischees vor.

## Auszeichnungen
Der Song The Color of the Night wurde 1995 für den Golden Globe Award nominiert. Der Film erhielt 1995 als Schlechtester Film die Goldene Himbeere. Er wurde außerdem in acht weiteren Kategorien für die Goldene Himbeere nominiert, darunter die Darstellungen von Bruce Willis, Jane March und Lesley Ann Warren; die Regie von Richard Rush, das Drehbuch und der Song The Color of The Night.

## Hintergrund
Der Film wurde in Kalifornien gedreht. Seine Produktion kostete schätzungsweise 40 Millionen US-Dollar, das Einspielergebnis in den US-Kinos betrug 19,7 Millionen US-Dollar. Der Film wurde als Erotikthriller stark diskutiert und ist in Deutschland als ungeschnittene Fassung erhältlich (Bruce Willis ist nackt zu sehen). Das Haarteil, das Bruce Willis in dem Film trug, sorgte laut einem Bericht der Zeitschrift „CINEMA“ dafür, dass einige Szenen nachgedreht werden mussten.